# Eugeniusz Brzezicki

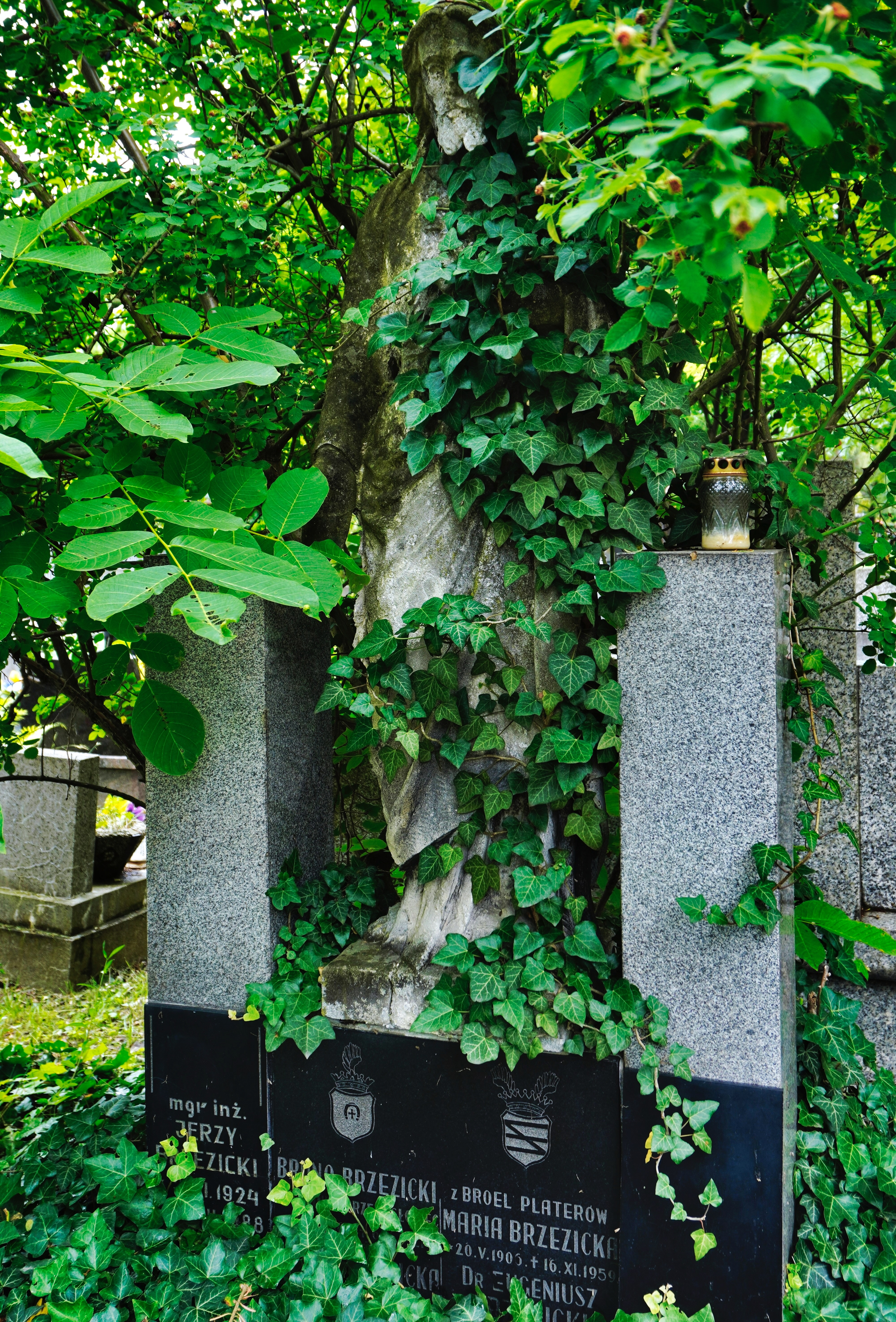
Grób Eugeniusza Brzezickiego na cmentarzu Rakowickim w Krakowie

Eugeniusz Brzezicki (ur. 1 grudnia 1890 we Lwowie, zm. 6 września 1974 w Krakowie) – polski lekarz psychiatra, neurolog, kierownik Kliniki Psychiatrii Akademii Medycznej w Krakowie.

## Życiorys
Urodził się w rodzinie Brunona (1863–1921) i Marii Katarzyny z Dutkiewiczów (1864–1946). Studia lekarskie ukończył na Uniwersytecie Lwowskim, w roku 1914 uzyskując tytuł doktora wszech nauk lekarskich. 
W czasie I wojny światowej został zmobilizowany jako lekarz armii austriackiej, do formacji strzelców tyrolskich. Na froncie dostał się do niewoli rosyjskiej, podczas której praktykował jako lekarz. Po ucieczce z niewoli zgłosił się w 1918 roku do Wojska Polskiego, gdzie w stopniu kapitana pełnił obowiązki ordynatora w Szpitalu Garnizonowym w Wadowicach.
W latach 1922–1939 był asystentem Kliniki Neurologiczno-Psychiatrycznej UJ w Krakowie kierowanej przez Jana Piltza, odbył staże naukowe w zakresie neurologii i psychiatrii u wybitnych uczonych w Szwajcarii (Eugen Bleuler), Francji (Georges Charles Guillain) i w Wiedniu (Otto Marburg). Uzyskał habilitację w roku 1930 na podstawie pracy o parkinsonizmie objawowym pt. Parkinsonismus symptomaticus. Od roku 1932 zatrudniony jako docent neurologii i psychiatrii w Klinice Neurologiczno-Psychiatrycznej UJ w Krakowie.
Uczestniczył w kampanii wrześniowej. W sierpniu 1939 roku został zmobilizowany jako kapitan lekarz do Wojska Polskiego. Powierzono mu obowiązki kierownika Oddziału Neurologiczno-Psychiatrycznego w Szpitalu Garnizonowym w Przemyślu. Dnia 6 listopada 1939 został zatrzymany przez hitlerowców podczas Sonderaktion Krakau, a następnie uwięziony w obozie koncentracyjnym Sachsenhausen-Oranienburg. W obozie wzbudził szacunek swoją nieugiętą postawą wobec esesmanów i koleżeństwem wobec współwięźniów. Do Krakowa powrócił w lutym 1940 roku. Do końca wojny utrzymywał rodzinę z praktyki prywatnej.
Po II wojnie światowej pełnił funkcję kierownika Kliniki Psychiatrii Akademii Medycznej w Krakowie powstałej z podziału przedwojennej Kliniki Neurologiczno-Psychiatrycznej UJ; w roku 1947 został mianowany profesorem nadzwyczajnym, a w roku 1957 profesorem zwyczajnym.
Był członkiem honorowym Polskiego Towarzystwa Psychiatrycznego.
W 1969 roku otrzymał Złotą Odznaką „Za Pracę Społeczną dla miasta Krakowa”.
Słynął z niemal profesjonalnej wiedzy w zakresie złotnictwa i sztuki, kolekcjonował dzieła sztuki oraz zegary - zdaniem Karola Estreichera był jednym z najwybitniejszych polskich zbieraczy zegarów.
Trzykrotnie żonaty, z Zofią Weychert (1896–1929), Marią Broel-Plater (1906–1959) i od roku 1923 z Janiną Zofią (1902–1965), córką Jana Piltza.
Zmarł w Krakowie, pochowany na cmentarzu Rakowickim (kwatera XXXV-zach-10).

## Dorobek naukowy
Jest autorem 116 prac naukowych w języku polskim, niemieckim i francuskim, z których część przynależna neurologii dotyczy układu pozapiramidowego. Prace z zakresu psychiatrii poświęcone są typologii osobowości oraz badaniom nad przebiegiem i metodami leczenia schizofrenii. Brzezicki jest autorem pojęcia paragnomen (actio praeter expectationem) określającego jakieś zaskakujące, przeczące oczekiwaniom otoczenia i niezgodne z dotychczasową linią życiową pacjenta działanie, które może być nietypowym prodromalnym objawem schizofrenii. Opisał rzadki typ przebiegu schizofrenii, w której objawy chorobowe i chorobowo wywoływane zmiany osobowości pacjenta mogą okazywać się pożyteczne społecznie, tzw. schizofrenię paradoksalnie dobroczynną społecznie (schizophrenia paradoxalis socialiter fausta). Scharakteryzował tzw. osobowość skirtotymiczną, charakteryzującą się z jednej strony lekkomyślnością, brawurą, teatralnością, „słomianym ogniem”, samowolą, a z drugiej w sytuacjach krytycznych wytrwałością i hartem ducha, dopatrując się w tym typie osobowości przewodnich cech Polaków.

## Upamiętnienie
Od 2008 roku Wojewódzki Podkarpacki Szpital Psychiatryczny w Żurawicy nosi imię prof. Eugeniusza Brzezickiego.